# Prolaya Vema Reddy
Prolaya Vema Reddy fou el primer rei de la dinastia Reddy de Kondavidu.
Va reunir un exèrcit camperol i va lliurar una guerra de guerrilla aliat a Kapaya Nayak (fundador després de la dinastia de Nayaks Musunuris); els musulmans van contaminar els seus subministraments en aigua i van provocar malalties en les seves files però va rebre ajut de Veera Ballala III rei hoysala de Dwarasamudra i va poder expulsat a l'exèrcit dels tughlúquides dirigit per Malik Maqbul, que es va refugiar al fort de Warangal. Kapaya Nayaka va assaltar el fort I el va ocupar. Prolaya Vema va fer llavors una guerra llampec contra el fort de Kondavidu i va tallar el cap de Malik Gurjar, el comandant msusulma del fort, alliberant Nidudavolu, Vundi i Pithapuram després de sagnants batalles. Prolaya Vema seguidament va derrotar l'exèrcit de Jalal al-Din Muhàmmad Xah II Tughluk en una inscursió a Tondaimandalam, mentre Veera Ballala enfrontava al propi sultà. Veera Ballala fou finalment derrotat i escorxat viu i la seva pell seca penjada de les muralles de Madurai on Ibn Battuta el va veure més tard. Vema, tanmateix, va continuar amb les seves incursions ràpides contra els forts ocupats pels musulmans de Bellamkonda, Vinukonda i Nagarjunakonda i els va ocupar tots i llavors es va proclamar raja, establint la seva capital a Kondavidu; va construir el fort de Kondapalli.
En una inscripció es diu: “ Va restaurar els agrahares dels bramins, que havien estat eliminats pels diables musulmans …". Fou reverenciat amb el títol de Apratima-Bhudana-Parasurama. Va fer grans reformes al temple Srisailam Mallikarjuna Swami i va construir un pas elevat entre el riu Krishna i el temple. Va construir el temple de Narasimha Swamy a Ahobilam i fins a 108 temples dedicats a Xiva. Va restaurar la pau el que va portar al renaixement de la literatura i les arts. Errana, el traductor del Mahabharata, va viure durant el seu regnat. Va ser patró de diversos poetes i erudits. Yerra Pragada, l'autor del Harivamsa, fou el seu poeta de la cort.
El seu territori es va estendre entre la costa a l'est i Srisailam a l'oest. Encara que no hi va haver combats hi havia una hostilitat larvada entre els Reddys i els caps (nayaks) Recherla. El va succeir el seu fill Anavota Reddy.